# Ibiracatu

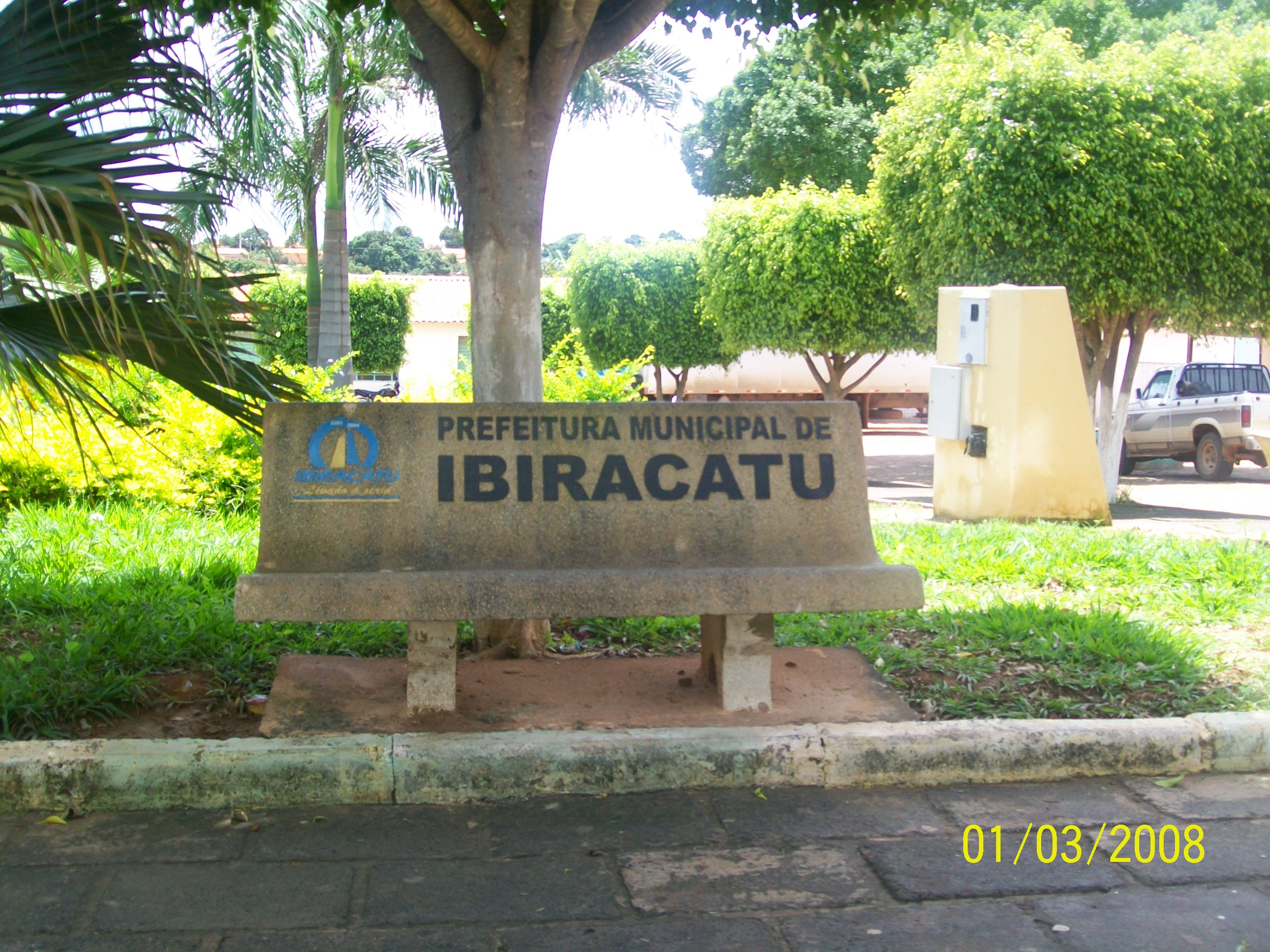
Banco da Praça José Fagundes, no Centro

Ibiracatu é um município do estado de Minas Gerais, no Brasil.

## Topônimo
"Ibiracatu" é um termo tupi que significa "árvore boa", através da junção dos termos ybirá ("árvore") e katu ("bom").

## Geografia
O município conta com 56,29 por cento da população na zona rural e 43,71 por cento na zona urbana. Possui uma  área de 359 km², o que representa 0,0612 por cento do estado de Minas Gerais, 0,0389 por cento da Região Sudeste do Brasil e 0,0042 por cento do território brasileiro.
O símbolo principal da cidade é a Praça José Fagundes, no Centro.

## Demografia
Seu população recenseada em 2022 era de 5 081 habitantes.

## História
Ibiracatu veio de uma história antiga. Antes denominada de Gameleiras do Alto São Felipe, povoado que tinha como base da economia a pecuária e agricultura como mamona, feijão, algodão, tocinho, fumo, cana para fabricação de rapadura, banana caturra e a criação de gado de corte nas invernadas. Todos esses produtos eram transportados pelos burros cargueiros e carros de bois, pois na época não existiam outros meios de transporte na região. O nome de Gameleiras, dadopelos senhores fundadores como o Sr. Ovídio Correa, Pio Correa, Marinho Ferreira de Carvalho, Aureliano, José Fagundes, Arlindo Ferreira de Coimbra, Jason José Vieira, Basílio Rodrigues Pereira e Idelino Lopes dos Reis, veio pela arborização que tinha no meio do povoado, que eram imensas arvores chamadas Gameleiras. A negociação de seus produtos era feita a base de trocas na região de Januária, que tinha facilidade de tráfego através do rio São Francisco pelos vapores, barcos e lanchas que traziam produtos que não tinham na regiãocomo fazendas de pano para confecções, algodão, tocinho, fumo, banana, etc. Esse povoado de Gameleiras tornou-se distrito de Brasília de Minas em 1925 quando ganhou o nome de Ibiracatu, que veio se desenvolvendo e até ser emancipada em 21 de dezembro de 1995. Com uma área de abrangência de 352,52 km². Seu primeiro prefeito foi José Fagundes Neto com uma população, na época de 5039 habitantes.
Em Maio de 2015, Ibiracatu se tornou manchete nos jornais locais, após a tentativa de assassinato do atual prefeito Joel Ferreira Lima (PT), de 49 anos. De acordo com as informações da Polícia 
Militar (PM), o prefeito foi abordado ao entrar em uma caminhonete da 
prefeitura e acabou alvejado seis vezes. Um dos tiros o atingiu em um 
olho, outro na clavícula e o restante no abdômen.
A Polícia Civil descobriu que o vice-prefeito de Ibiracatu, no norte de Minas, José Neto Soares Coutinho teria oferecido R$ 20 mil para quem matasse o prefeito Joel Ferreira Lima (PT). No entanto, o pagamento não chegou a ser feito.